# Dilución de capital
Se conoce como dilución de capital o efecto dilución la bajada de precio que sufren las acciones de una empresa derivado de una ampliación de capital.

## Ampliaciones de capital no liberadas con derecho de suscripción preferente
Una de las características habituales de una ampliación de capital es que solo los socios actuales puedan ir a ellas, esto se articula a través de los derechos preferentes de suscripción. Cada accionista recibe el día del anuncio de la ampliación un derecho por cada acción que tiene.
Para poder suscribir una acción nueva un accionista deberá aportar los derechos y pagar el precio de emisión.
Como norma el precio de emisión siempre es inferior al precio de mercado de las acciones (pues de otra forma nadie querría acciones), es este precio diferente el que hace que entren un grupo de acciones a un precio inferior y esto arrastra la cotización media de los títulos hacia abajo.